# Luisella babai
Flabelline blanche
Espèce
Synonymes
- Flabellina babai Schmekel, 1972[1]

Luisella babai, communément appelé la Flabelline blanche, est une espèce de nudibranches de la famille des Flabellinidés. Ce petit mollusque le plus souvent blanc translucide et qui mesure un peu plus de 50 mm au maximum se rencontre dans la mer Méditerranée et dans l'Adriatique, ainsi que sur le littoral atlantique du Portugalau Sénégal. Hermaphodite comme tous les nudibranches, il dépose sur les branches des hydraires un cordon en spirale composé de milliers d’œufs desquels éclosent des larves véligères.

## Systématique
L'espèce Luisella babai a été initialement décrite en 1972 par Luise Schmekel (d) sous le protonyme de Flabellina babai.

## Distribution et habitat
L'espèce se rencontre généralement en mer Méditerranée et dans l'Adriatique ; sa présence est également rapportée sur les côtes atlantiques d'Espagne, du Portugal et du Sénégal,. La Flabelline blanche vit sur les fonds rocheux riches en hydraires entre 5 et 50 m de profondeur,.

## Description
Ce nudibranche éolidien mesure entre 3 et 5,3 cm à l'âge adulte ; le corps est allongé, la longue queue se termine en pointe. Son corps est blanc translucide avec des bordures tendant vers le bleuâtre. Sur son dos sont disposés 7 à 12 groupes de 2 à 5 cérates qui s'élèvent à partir d'un socle commun comme chez Flabellina affinis ; semi-translucides, les longs et fins cérates laissent voir une extension de la glande digestive qui leur confère une coloration comprise entre le blanc et le jaune-orangé aux extrémités. Deux tentacules buccaux longs et lisses sont présents sur la partie antérieure de la tête, deux rhinophores sont situés sur la partie supérieure. Ces derniers sont lamellés et de même couleur que les cérates,.

## Écologie

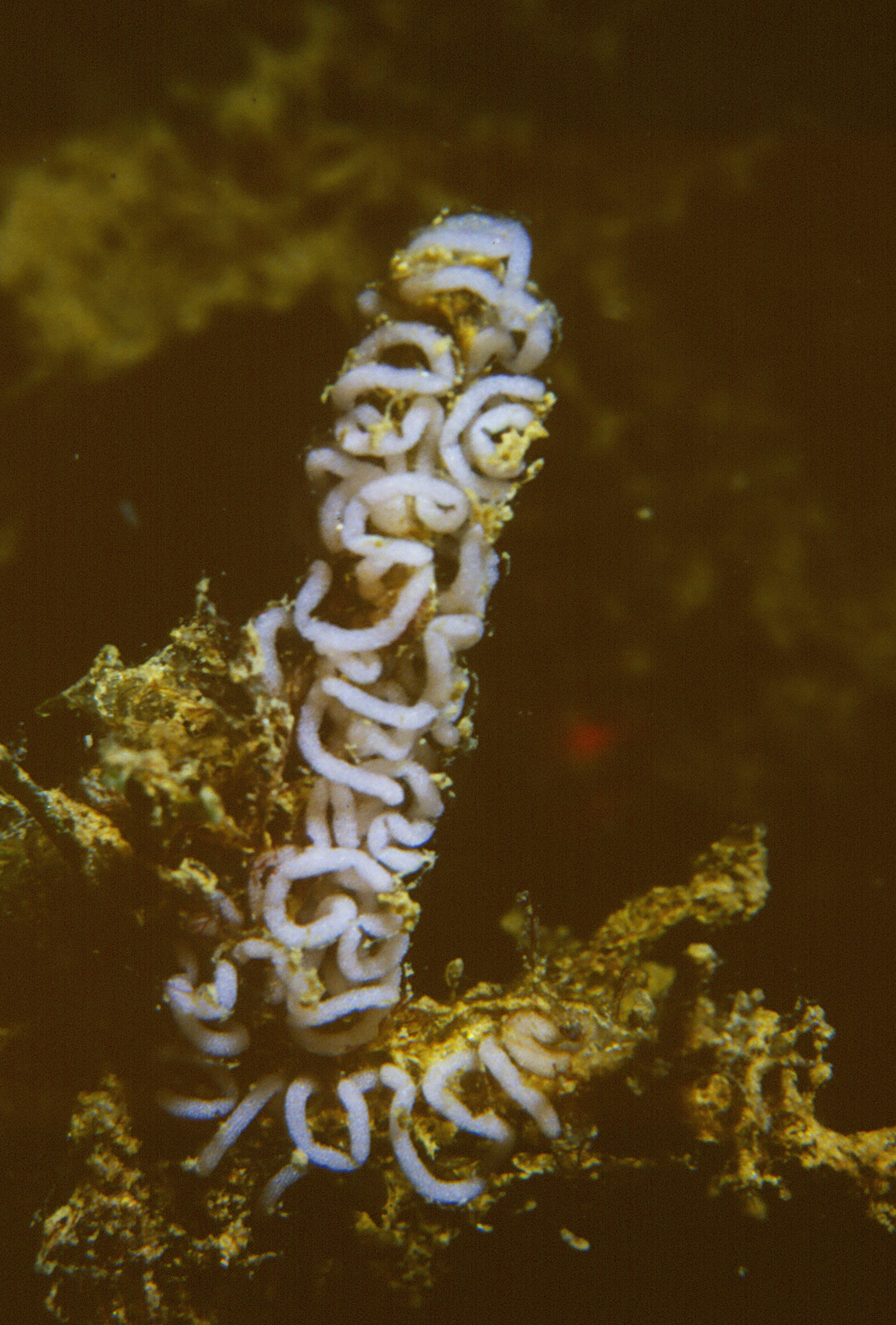
La ponte de cette espèce est blanche et enroulée.

F. babai se nourrit d'hydraires des genres Campanularia, Bougainvillia et Eudendrium. Lorsque le nudibranche se nourrit de l'hydraire, les nématocystes de ce dernier traversent le système digestif sans être abimés et sont envoyés aux extrémités des cérates. Ils sont ensuite utilisés pour la défense du nudibranche.
Comme les autres nudibranches, cette espèce est hermaphrodite : la ponte (ou « oothèque ») est blanchâtre ou rosâtre et consiste en un cordon en spirale d'environ 3 mm de long composé de milliers d’œufs. Le nudibranche dépose ce cordon sur les branches des hydraires. Cinq à huit jours plus tard, des larves véligères éclosent de ces œufs.

## Étymologie
Son épithète spécifique, babai, lui a été donnée en l'honneur du malacologue japonais Kikutarō Baba.